# Paramonhystera elliptica
Paramonhystera elliptica is een rondwormensoort uit de familie van de Xyalidae. De wetenschappelijke naam van de soort is voor het eerst geldig gepubliceerd in 1918 door Filipjev.